# Kazimierz Sokołowski
Kazimierz Jan Sokołowski (* 26. März 1908 in Lemberg, Österreich-Ungarn; † 3. Juli 1998 in Tarnów) war ein polnischer Eishockeyspieler.  

## Karriere
Kazimierz Sokołowski nahm für die polnische Eishockeynationalmannschaft an den Olympischen Winterspielen 1932 in Lake Placid und 1936 in Garmisch-Partenkirchen teil. Bei Olympischen Winterspielen kam er zu insgesamt neun Länderspiel-Einsätzen für sein Heimatland. Auf Vereinsebene spielte er in seiner Heimatstadt für Lechia Lwów.